# Liste des ZNIEFF de la Creuse
Cette liste recense les sites classés zones naturelles d'intérêt écologique, faunistique et floristique (ZNIEFF) du département de la Creuse.

## Typologie des ZNIEFF
Deux types de ZNIEFF existent :
- les ZNIEFF de type I, de superficie réduite, sont des espaces homogènes d'un point de vue écologique et qui abritent au moins une espèce et/ou un habitat rares ou menacés, d'intérêt aussi bien local que régional, national ou communautaire ; ou ce sont des espaces d'un grand intérêt fonctionnel pour le fonctionnement écologique local ;
- les ZNIEFF de type II sont de grands ensembles naturels riches, ou peu modifiés, qui offrent des potentialités biologiques importantes. Elles peuvent inclure des ZNIEFF de type I  et possèdent un rôle fonctionnel ainsi qu’une cohérence écologique et paysagère.

## Statistiques
Selon l'Inventaire national du patrimoine naturel (INPN), la Creuse compte 144 sites classés zones naturelles d'intérêt écologique, faunistique et floristique.
Cependant, douze d'entre elles, limitrophes de communes de la Creuse, concernent uniquement l'Allier, l'Indre et/ou le Puy-de-Dôme.
De ce fait, seuls 132 sites sont des ZNIEFF qui concernent chacune intégralement ou partiellement le département de la Creuse.

## Liste des sites
Au 29 août 2021, l'INPN répertorie 116 ZNIEFF de type I et 28 ZNIEFF de type II dans le département de la Creuse.
En réalité, huit ZNIEFF de type I et quatre de type II concernent uniquement des départements limitrophes : l'Allier, l'Indre et/ou le Puy-de-Dôme, comme le prouvent les cartes de ces zones.
De ce fait, seules 108 ZNIEFF de type I et 24 ZNIEFF de type II concernent la Creuse.

### Liste des ZNIEFF detype I
- Abrupts rocheux du Cher du méandre de Roche
- Abrupts rocheux de la Tardes à Sainte-Radegonde
- Abrupts rocheux de la Tardes au Saut du Loup
- Bois et landes de Bord
- Bois d'Évaux
- Bois, bocage et étang de la Grande Cazine
- Bois des Landes
- Bois de Montpion et de Chabannes
- Bois Peyre
- Bois et prairies humides de Sourliavou
- Bois des Vergnes et du Rocher
- Combes de la Cazine
- Étang de la Bastide
- Étang-tourbière du Bourdeau
- Étang de Chabannes
- Étang de Chamberaud
- Étang de La Chapelle-Saint-Martial
- Étangs du Coudert et domaine de Gioux (partiellement sur La Courtine)
- Étang de Coutéjoux
- Étang et prairies humides du Deveix
- Étang-tourbière de Faux-la-Montagne
- Étang-tourbière du Grattadour
- Étang des Landes
- Étang de la Méouzette
- Étang de Mondeyraud
- Étangs du Moulin de la Farge
- Étang Neuf[Note 1]
- Étang Pinaud
- Étang de Pognat et Grand Bois de Chamberaud
- Étang de la Ramade
- Étang de Reybereix et bois de Montbardoux
- Étangs de Sermur
- Étang de Signolles et étang de Champroy
- Étang Tête de Bœuf
- Étang et prairies humides de Tiolet
- Étang de la Toueille
- Étang de Tralasagne
- Étang de Try
- Étang de Vernière
- Étang de Vervialle
- Étang de Vitrat
- Fond tourbeux des Gorses
- Fond tourbeux de Prade Molle et de la Made
- Forêt de Drouille
- Forêt de la Feuillade
- Forêt de Grand Bois
- Forêt de Saint-Germain-Beaupré
- Gane des Nouhauts
- Hêtraies acidiclines et prairies du Mas Thubert
- Hêtraies et prairies du Puy de Tarissa
- Landes et zones humides d'Augerolles
- Landes humides de la Chaume
- Lande et tourbière de Combe Nègre
- Lande de la Grande Ribière
- Landes et tourbières du Mas Crépaud
- Lande du Noncelier
- Lande des Pignolles
- Lande du Puy de la Croix et rivage est de Vassivière
- Lande de la Rosière
- Landes de Sénoueix
- Marais du Chancelier
- Mégaphorbiaie et fond tourbeux de Ganne Courtioux
- Mégaphorbiaie et prairies humides du ruisseau du Grand Chézeau
- Mégaphorbiaies de Soudeix et de Chassagnade
- Prairies humides du Masginier
- Prairie humide du Puy de Try
- Prairies et mares de la Voueize à Lussat
- Rochers et tourbière de Clamouzat
- Rochers de Glénic
- Roches de Mazuras
- Rochers de Sainte-Madeleine
- Rochers et landes de Toulx-Sainte-Croix
- Ruisseau de Champroy
- Ruisseau du Paillier
- Ruisseau de la Petite Leyrenne
- Ruisseau des Vergnes [Note 2]
- Saulaies marécageuses du pont de Murat
- Site à chauves-souris : cave de Villepigue
- Site à chauves-souris : église de Bord-Saint-Georges
- Site à chauves-souris : mine d'or de La Celle-Dunoise
- Site à chauves-souris : mine du Châtelet
- Site à chauves-souris : ruines de Crozant
- Site à chauves-souris : souterrain de la Chenaud
- Sources de la Vauvre et ses affluents
- Tourbière des Alanchattes
- Tourbière d'Auzoux-Auchaize
- Tourbière de Bessat-Bellevue
- Tourbière du Bois des Pialles
- Tourbière de l'Espinassou
- Tourbière de Favareillas
- Tourbière de Friaulouse
- Tourbière de Masgrangeas
- Tourbière de la Mazure
- Tourbière-étang du Moulin de Prugnolas
- Tourbière du Puy Diès
- Tourbière des Ribières de Gladières
- Vallée de la Beauze
- Vallée de la Bobilance de Lavaud à la confluence du Taurion (partiellement sur Saint-Martin-Sainte-Catherine)
- Vallée du Breuil
- Vallée de la Gosne et ruisseau de Théolissat
- Vallée de la Maulde vers Châtaignoux Fafreix
- Vallées de la Ramade et de la Méouzette
- Vallée de la Rozeille (avant sa confluence avec la Creuse)
- Vallée du Taurion à l'aval du barrage de l'Étroit
- Vallée du Taurion à l'aval du barrage de la Roche Talamy
- Vallée du Taurion en aval de Pontarion
- Vallée du Taurion à la Rigole du Diable
- Vallée du Trenloup

#### ZNIEFF detype Ihors département de la Creuse
Huit ZNIEFF de type I attribuées au département de la Creuse concernent uniquement trois départements limitrophes :
- La Bussière[Note 3],[2] ;
- Le Cher à Chambonchard[Note 4],[3] ;
- Environs de Château-sur-Cher[Note 5],[4] ;
- Étang de la Ramade, secteur Auvergne[Note 6],[5] ;
- Forêt de Drouille, secteur Auvergne[Note 7],[6] ;
- Forêt et landes de Saint-Jallet[Note 8],[7] ;
- Mégaphorbiaie et prairies humides du ruisseau du Grand Chézeau, secteur Allier[Note 9],[8] ;
- Vallée du haut Cher, secteur Auvergne[Note 10],[9].

### Liste des ZNIEFF detype II
- Bassin versant de l'étang des Landes
- Haut bassin versant de la Vauvre
- Bois de Champagnat
- Étangs et zones tourbeuses de la région de Flayat
- Forêt de Chabrières
- Forêt de Châteauvert
- Forêt d'Épagne
- Forêts et milieux ouverts du plateau de La Courtine
- Lac de Vassivière
- Vallée de la Chandouille
- Vallée du Chavanon
- Vallée de la Creuse de Fresselines à Crozant
- Haute vallée de la Creuse  et affluents
- Vallée de la Grande Creuse
- Vallée de la Gartempe sur l'ensemble de son cours
- Vallée de la Gioune et ruisseau de Cubayne
- Vallée de la Petite Creuse à Boussac
- Vallée de la Petite Creuse de Chéniers à Malval
- Vallée de la Tardes et du Cher
- Vallée du Taurion, des sources à la confluence avec la Vienne
- Vallée du Verraux et ruisseaux affluents (Fragne, Clavérolles, rio Buzet)
- Vallée de la Vienne de Servières à Saint-Léonard (uniquement Faux-la-Montagne)
- Vallée de la Vige à Soudannes
- Vallée de la Voueize à l'amont de Chambon

#### ZNIEFF detype IIhors département de la Creuse
Quatre ZNIEFF de type II attribuées au département de la Creuse concernent uniquement trois départements limitrophes :
- Haut bassin versant de l'Anglin et du Portefeuille[Note 11],[10] ;
- Haut bassin versant de l'Indre [Note 12],[11] ;
- Vallée du Cher[Note 13],[12] ;
- Vallée de la Gargilesse et affluents[Note 14],[13].